# Juan Dolio
Juan Dolio is een paraje (gehucht) in de provincie San Pedro de Macorís aan de zuidkust van de Dominicaanse Republiek op het eiland Hispaniola. Volgens de volkstelling in 2002 waren er 3.320 inwoners. Juan Dolio, een toeristische strandbestemming, behoort tot de gemeente Guayacanes.

## Geografie
Het voormalige vissersdorp Juan Dolio is gelegen aan de Caraïbische Zee en strekt zich uit over een lengte van ongeveer 7 km langs de kust, met aan beide kanten de toegangsweg Boulevar de Juan Dolio. Het westelijke en oostelijke einde van de Boulevar verbindt Juan Dolio met de snelweg DR-3 Autovia del Este, die ten noorden van het dorp loopt.
Tussen Juan Dolio en de ongeveer 50 km westelijk gelegen landelijke hoofdstad Santo Domingo, liggen de toeristische stad Boca Chica (ca. 23 km) en het internationale vliegveld Las Americas (30 km). De afstand tot de provinciehoofdstad San Pedro de Macorís in het oosten is ongeveer 12 km. Het noorden en oosten van het dorp bestaan voornamelijk uit uitgestrekte weidevelden, braakland en suikerrietplantages, terwijl het westelijke deel van Juan Dolio bijna naadloos aan het centrum van de gemeente (Guayacanes) aansluit.

## Geschiedenis
In het precolombiaanse tijdperk was de plaats bij de inheemse Taíno bekend als El Corral, met een begraafplaats aan de westelijke kant bij de baai. De natuurlijke baai van Juan Dolio is beschermd door het koraalrif en werd daardoor gebruikt als haven voor kano's. Af en toe worden nog archeologische vondsten gedaan in Juan Dolio.
Tot het einde van de negentiende eeuw was de gemeenschap van Juan Dolio deel van de gemeente San José de los Llanos. Op 8 mei 1884 werden, bij decreet nr. 2223, de gemeenschappen van Juan Dolio en Guayacanes gescheiden, en toegevoegd aan het maritieme gedeelte van San Pedro de Macorís.
De wettelijke grondslag van de toeristische bestemming, begon met de vaststelling van decreet nr. 3133 van 23 januari 1973, dat de grenzen en de uitbreiding vastlegde van het gebied dat bevolkt werd door vissers en boeren. Aan het einde van de jaren 80 was het een van de eerste toeristische bestemmingen en een exclusieve bestemming voor voornamelijk Europese toeristen. Later leidde het businessconcept van het all-inclusive-resort, zoals het door diverse hotels werd aangeboden, tot een snelle toename van het toerisme in Villas del Mar, het westelijke deel van Juan Dolio, en tot de bouw van nieuwe hotels. In 1995 ontvingen die hotels dagelijks gemiddeld 5.500 toeristen. Nadat in 1998 de orkaan Georges Juan Dolio had verwoest, verhuisden veel hotelketens naar het oosten, waar de nieuwe toeristische bestemming Bávaro-Punta Cana werd ontwikkeld. De eigenaren van de beschadigde resorts kregen problemen met het aantrekken van nieuwe zakenpartners en de meeste strandhotels werden gesloten. Sommige van de oudere hotels werden afgebroken en de locaties werden opengesteld voor vastgoedprojecten.
Sinds 2006 maakt Juan Dolio weer deel uit van de gemeente Guayacanes in de provincie San Pedro de Macorís, gecreëerd door wet nr. 203-06 van 3 mei 2006, formeel vastgelegd in december 2007, waardoor de gemeenteraad van Guayacanes weer verantwoordelijk is voor de administratie van Juan Dolio.

## Wijken en strand

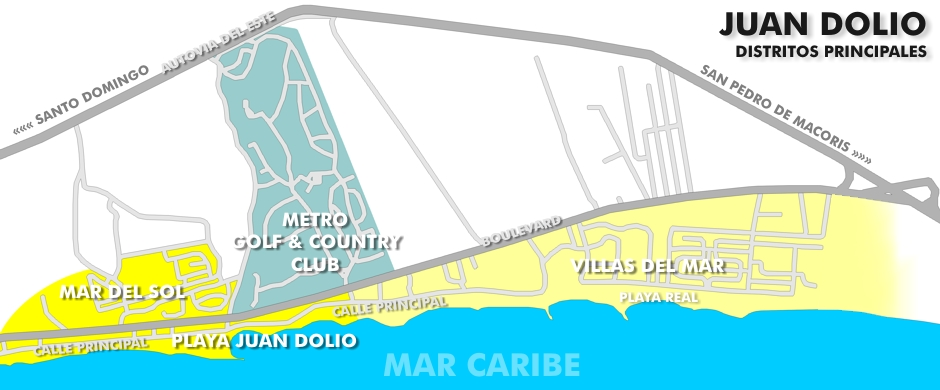
Wijken van Juan Dolio

Het centrum van het langgerekte dorp ligt langs de baai van Juan Dolio. De stranden zijn nog steeds een populaire bestemming voor de lokale bevolking en voor toeristen. Het strand Playa Juan Dolio in het centrum van de gemeenschap is openbaar toegankelijk en heeft parkeerplaatsen voor bezoekers. Alle stranden van Juan Dolio werden in de winter van 2006/07 binnen een overheidsproject vernieuwd en uitgebreid en trekken, vooral in het weekend, een groeiend aantal bezoekers.
Het dorp wordt doorkruist door een hoofdstraat, de Calle Principal, die parallel loopt aan het strand en de toegangsweg Boulevar. In het weekend kan de Calle Principal slechts in één richting worden bereden, van west naar oost. Langs de hoofdstraat liggen tal van kleine winkeltjes, restaurants, bars, pensions, meestal kleine woongebouwen en enkele hoge appartementengebouwen. Het westelijk deel van Juan Dolio grenst aan Guayacanes.
In het noordwesten van het centrum van de stad ligt de wijk Mar Del Sol, in het noorden de Metro Golf & Country Club en in het oosten van het centrum begint de wijk Villas Del Mar. De wijk Villas Del Mar is in de afgelopen twee decennia ontstaan aan het oostelijke einde van de Calle Principal. Financieel sterke investeerders hebben Villas Del Mar in het verleden herhaaldelijk gebruikt voor hun vastgoedontwikkelingsprojecten. De zone wordt gekenmerkt door moderne hoge woontorens en enkele luxe wooncomplexen.
- Library of Congress Control Number: n2003115579
- Nationale Bibliotheek van Israël: 987007496767105171
- Virtual International Authority File: 154972475